# Připomínka
Připomínka neboli komemorace (latinsky commemoratio) je modlitba připomínající při mši nebo denní modlitbě církve svátek, jehož slavení muselo ustoupit významnější slavnosti nebo svátku připadajícímu na tento den. Při tridentské mši se komemorace přidávaly za příslušnou modlitbu (oraci, sekretu a postcommunio), v roce 1967 byl počet předepsaných připomínek výrazně snížen.
V nynější řádné formě římského ritu, zavedené liturgickou reformou po druhém vatikánském koncilu, je pouze možné v určitých případech (ve všedních dnech doby adventní od 17. do 24. prosince, v oktávu Narození Páně a době postní kromě Popeleční středy a Svatého týdne) nahradit vstupní modlitbu, která může být nově jen jedna, za jinou, vybranou z mešního formuláře pro příslušnou nezávaznou památku.